# AB3ü Bay 94
Der AB3ü Bay 94 war ein dreiachsiger Durchgangswagen mit Seitengang der 1. und 2. Klasse, der mit der Blatt-Nr. 069 (WV von 1913) für die Königlich Bayerischen Staatseisenbahnen (K.Bay.Sts.B.) zum Einsatz im Schnellzugverkehr gebaut wurde.

## Geschichte
Für den Einsatz in Durchgangs-, Schnell- und Eilzügen wurde im Jahre 1891 eine Bestimmung erlassen, die festlegte, dass für den Einsatz in solchen Zügen die Verwendung von zweiachsigen Wagen nicht mehr gestattet wurde. So wurden für den Einsatz zusammen mit den damals neuen dreiachsigen Abteilwagen auch Durchgangswagen und Gepäckwagen beschafft.

## Beschaffung
Mit der Blatt-Nr. 069 beauftragten die Königlich Bayerischen Staatseisenbahnen (K.Bay.Sts.B.) die Firmen Rathgeber (München) und MAN (Nürnberg) mit der Lieferung von insgesamt 16 Wagen der Gattung AB3ü mit geschlossenen Übergängen. Für den Übergang zu benachbarten Bahnen in Österreich, der Schweiz und Italien erhielten die Wagen entsprechende Bremsen und Signalhalter.
Mit dem Umbau 1933 wurde der Faltenbalg entfernt, die Klassenzuordnung geändert und die Wagen wurden zu BC3i Bay 94/33 umgezeichnet.

## Verbleib
Die Wagen 12971 Mü, 12977 Mü, 12983 Mü und 12984 Mü waren 1945 als Schadwagen abgestellt und wurden bis 1951 ausgemustert.

## Bemerkung
Nach dem Entfernen der Faltenbälge bestanden nur noch Personalübergänge. Die Abteile der 1. Klasse wurden bei gleichzeitiger Änderung der Sitzaufteilung zu solchen der 2. Klasse umgebaut. Die bisherigen Abteile der 2. Klasse wurden mit Holzbänken ausgestattet und zu solchen der 3. Klasse umgezeichnet. Insgesamt wurden so sechs Wagen zu BC3i Bay 94/33 umgebaut (12971 Mü, 12973 Mü, 12977 Mü, 12982 Mü, 12983 Mü, 12984 Mü).

## Konstruktive Merkmale

### Untergestell
Der Rahmen der Wagen bestand komplett aus Eisen und war aus Walzprofilen zusammengenietet. Die äußeren Längsträger hatten eine U-Form mit nach außen weisenden Flanschen. Als Zugeinrichtung hatten die Wagen Schraubenkupplungen mit Sicherheitshaken nach VDEV, die Zugstange war durchgehend und mittig gefedert. Als Stoßeinrichtung besaßen die Wagen Stangenpuffer mit einer Einbaulänge von 650 mm, die Pufferteller hatten einen Durchmesser von 370 mm.

### Laufwerk
Die Wagen hatten genietete Fachwerkachshalter aus Flacheisen mit der kurzen, geraden Bauform. Gelagert waren die Achsen in Gleitachslager. Die Räder hatten Speichenradkörper, das mittlere Rad war seitlich verschiebbar. Zum Einbau kamen sowohl Lenkachsen vom Typ A4 als auch solche vom Typ V.
Bremse: Handbremse im geschlossenen Übergang an einem Wagenende. Für die Übergangsfähigkeit auf fremde Bahnen wurden alle Wagen sowohl mit Westinghouse- als auch mit Hardy-Bremsanlagen (z. B. für Österreich) ausgerüstet. Zusätzlich erhielten sie als Interkommunikationssignal auch Rayl-Signalanlagen.

### Wagenkasten
Das Wagenkastengerippe bestand aus einem hölzernen Ständerwerk. Es war außen mit Blech und innen mit Holz verkleidet. Die Seitenwände waren gerade und reichten bis zur Oberkante der äußeren Längsträger. Die Wagen besaßen ein flach gewölbtes Dach mit Oberlichtaufbau. Die Einstiegsbereiche waren eingezogen.
Der Innenraum hatte insgesamt vier- und ½ Abteile mit gepolsterten Sitzbänken, die zum Seitengang mit Schiebetüren abgeschlossen waren. Das halbe Abteil der 1. Klasse hatte 2, das Vollabteil 4 Sitzplätze. Die Abteile der 2. Klasse hatten jeweils 6 Sitzplätze. Die Reihung der Abteile war von der Bremserseite aus gesehen: I, I, II, II, II. Der Wagen hatte 1 Abort, welcher sich an dem der Bremserseite gegenüberliegenden Wagenende befand. Die Sitze der 1. Klasse konnten zu Schlaflagern umgebaut werden.

### Ausstattung
Zur Beheizung verfügten die Wagen über eine Dampfheizung. Die Belüftung erfolgte über Klappen im Bereich des Oberlichtaufbaus bzw. über die versenkbaren Fenster.
Die Beleuchtung erfolgte durch Gaslampen. Die zwei Vorratsbehälter mit je einem Volumen von 910 Litern hingen in Wagenlängsrichtung am Rahmen. Mit dem Umbau 1933 erhielten die Wagen eine elektrische Beleuchtung.

## Skizzen, Musterblätter, Fotos

Ansicht zu Blatt 69 aus dem WV[Anm. 1] von 1913

## Wagennummern
Die Daten sind dem diversen Wagenpark-Verzeichnisen der Kgl.Bayer.Staatseisenbahnen, so wie im Literaturverzeichnis aufgeführt, sowie den Büchern von Emil Konrad (Reisezugwagen der deutschen Länderbahnen, Band II) und  Alto Wagner (Bayerische Reisezugwagen) entnommen.
| Blatt-Nr. Herstelld. | Blatt-Nr. Herstelld. | Gattungszeichen je Epoche Wagennummern je Epoche (mit Direktionsangaben) | Gattungszeichen je Epoche Wagennummern je Epoche (mit Direktionsangaben) | Gattungszeichen je Epoche Wagennummern je Epoche (mit Direktionsangaben) | Gattungszeichen je Epoche Wagennummern je Epoche (mit Direktionsangaben) | Gattungszeichen je Epoche Wagennummern je Epoche (mit Direktionsangaben) | Gattungszeichen je Epoche Wagennummern je Epoche (mit Direktionsangaben) | Gattungszeichen je Epoche Wagennummern je Epoche (mit Direktionsangaben) | Gattungszeichen je Epoche Wagennummern je Epoche (mit Direktionsangaben) | Fahrwerk      | Fahrwerk | Fahrwerk                  | Fahrwerk                  | Fahrwerk                  | Ausstattung               | Ausstattung               | Ausstattung                          | Ausstattung                          | Ausstattung                          | Ausstattung                          | Ausstattung                          | Ausstattung | Ausstattung | Zusatzinfos    | Zusatzinfos |
| Bau- jahr            | Her- steller         | ab 1876                                                                  | ab 1907                                                                  | Rep. (1919)                                                              | DR (ab 1923)                                                             | DRG (ab 1930)                                                            | DRG n. Umbau                                                             | Ausge- mustert                                                           | letzt. Heimat-Bf.                                                        | Anz. Ach- sen | LüP (mm) | Unt. Gest.                | LA.                       | Brem- sen                 | Bl.                       | Hz.                       | Art u.Anz. Abteile (Sitze je Klasse) | Art u.Anz. Abteile (Sitze je Klasse) | Art u.Anz. Abteile (Sitze je Klasse) | Art u.Anz. Abteile (Sitze je Klasse) | Art u.Anz. Abteile (Sitze je Klasse) | Mil.        | Mil.        | Sig- nal- hlt. | Bemerkung   |
| Blatt-Nr. 069I       | Blatt-Nr. 069I       | ABü                                                                      | AB3ü                                                                     |                                                                          | AB3ü Bay 94                                                              | AB3ü Bay 94                                                              | BC3ü Bay 94/33                                                           |                                                                          |                                                                          |               |          | (siehe jeweilige Legende) | (siehe jeweilige Legende) | (siehe jeweilige Legende) | (siehe jeweilige Legende) | (siehe jeweilige Legende) | A                                    | 1.                                   | 2.                                   | 3.                                   | 4.                                   | O           | M           |                |             |
| -------------------- | -------------------- | ------------------------------------------------------------------------ | ------------------------------------------------------------------------ | ------------------------------------------------------------------------ | ------------------------------------------------------------------------ | ------------------------------------------------------------------------ | ------------------------------------------------------------------------ | ------------------------------------------------------------------------ | ------------------------------------------------------------------------ | ------------- | -------- | ------------------------- | ------------------------- | ------------------------- | ------------------------- | ------------------------- | ------------------------------------ | ------------------------------------ | ------------------------------------ | ------------------------------------ | ------------------------------------ | ----------- | ----------- | -------------- | ----------- |
| 1894                 | MAN                  | 1201                                                                     | 1201                                                                     |                                                                          | 29 001 Mü                                                                | 12 970 Mü                                                                |                                                                          | xx.193x                                                                  | München                                                                  | 3             | 13.574   | E                         | V                         | Pl; Wsbr; Hbr             | Ggl                       | D                         | 1                                    | 1½ 6                                 | 3 18                                 |                                      |                                      | 27          |             | AT; CH; IT     |             |
| 1894                 | MAN                  | 1202                                                                     | 1202                                                                     |                                                                          | 29 002 Mü                                                                | 12 971 Mü                                                                | 12 971 Mü                                                                | 02.1950                                                                  | München                                                                  | 3             | 13.574   | E                         | V                         | Pl; Wsbr; Hbr             | Ggl                       | D                         | 1                                    | 1½ 6                                 | 3 18                                 |                                      |                                      | 27          |             | AT; CH; IT     |             |
| 1894                 | MAN                  | 1203                                                                     | 1203                                                                     |                                                                          | 29 003 Mü                                                                | 12 972 Mü                                                                |                                                                          | xx.193x                                                                  | München                                                                  | 3             | 13.574   | E                         | A4                        | Wsbr; HL                  | Ggl                       | D                         | 1                                    | 1½ 6                                 | 3 18                                 | AT; IT                               | o. brems. Mittelachse                | 27          |             |                |             |
| 1894                 | MAN                  | 1204                                                                     | 1204                                                                     |                                                                          | 29 004 Mü                                                                | 12 973 Mü                                                                | 12 973 Mü                                                                | 1945?                                                                    | München                                                                  | 3             | 13.574   | E                         | V                         | Pl; Wsbr; Hbr; Ahbr       | Ggl                       | D                         | 1                                    | 1½ 6                                 | 3 18                                 | AT; CH; IT                           |                                      | 27          |             |                |             |
| 1894                 | MAN                  | 1205                                                                     | 1205                                                                     |                                                                          | 29 005 Mü                                                                | 12 974 Mü                                                                |                                                                          | xx.193x                                                                  | München                                                                  | 3             | 13.574   | E                         | V                         | Pl; Wsbr; Hbr; Ahbr       | Ggl                       | D                         | 1                                    | 1½ 6                                 | 3 18                                 | AT; CH; IT                           |                                      | 27          |             |                |             |
| 1894                 | MAN                  | 1206                                                                     | 1206                                                                     |                                                                          | 29 006 Mü                                                                | 12 975 Mü                                                                |                                                                          | xx.193x                                                                  | München                                                                  | 3             | 13.574   | E                         | V                         | Pl; Wsbr; Hbr; Ahbr       | Ggl                       | D                         | 1                                    | 1½ 6                                 | 3 18                                 | AT; CH; IT                           |                                      | 27          |             |                |             |
| 1894                 | MAN                  | 1207                                                                     | 1207                                                                     |                                                                          | 29 007 Mü                                                                | 12 976 Mü                                                                |                                                                          | xx.193x                                                                  | München                                                                  | 3             | 13.574   | E                         | V                         | Pl; Wsbr; Hbr; Ahbr       | Ggl                       | D                         | 1                                    | 1½ 6                                 | 3 18                                 | AT; CH; IT                           |                                      | 27          |             |                |             |
| 1894                 | MAN                  | 1208                                                                     | 1208                                                                     |                                                                          |                                                                          |                                                                          |                                                                          | <1923                                                                    |                                                                          | 3             | 13.574   | E                         | V                         | PL; Wsbr; HL              | Ggl                       | D                         | 1                                    | 1½ 6                                 | 3 18                                 | AT; IT                               | o. brems. Mittelachse                | 27          |             |                |             |
| 1894                 | MAN                  | 1209                                                                     | 1209                                                                     |                                                                          | 29 008 Mü                                                                | 12 977 Mü                                                                | 12 977 Mü                                                                | >05.1950                                                                 | München                                                                  | 3             | 13.574   | E                         | V                         | Pl; Wsbr; Ahbr            | Ggl                       | D                         | 1                                    | 1½ 6                                 | 3 18                                 | AT; CH; IT                           | Altschadwagen                        | 27          |             |                |             |
| 1894                 | MAN                  | 1210                                                                     | 1210                                                                     |                                                                          | 29 009 Mü                                                                | 12 978 Mü                                                                |                                                                          | xx.193x                                                                  | München                                                                  | 3             | 13.574   | E                         | V                         | Pl; Wsbr; Ahbr            | Ggl                       | D                         | 1                                    | 1½ 6                                 | 3 18                                 | AT; CH; IT                           |                                      | 27          |             |                |             |
| 1894                 | Rathg.               | 1211                                                                     | 1211                                                                     |                                                                          | 29 010 Mü                                                                | 12 979 Mü                                                                |                                                                          | xx.193x                                                                  | München                                                                  | 3             | 13.574   | E                         | V                         | Pl; Wsbr; Ahbr            | Ggl                       | D                         | 1                                    | 1½ 6                                 | 3 18                                 | AT; CH; IT                           |                                      | 27          |             |                |             |
| 1894                 | Rathg.               | 1212                                                                     | 1212                                                                     |                                                                          | 29 012 Mü                                                                | 12 980 Mü                                                                |                                                                          | xx.193x                                                                  | München                                                                  | 3             | 13.574   | E                         | V                         | Pl; Wsbr; Ahbr            | Ggl                       | D                         | 1                                    | 1½ 6                                 | 3 18                                 | AT; CH; IT                           |                                      | 27          |             |                |             |
| 1894                 | Rathg.               | 1213                                                                     | 1213                                                                     |                                                                          | 29 012 Mü                                                                | 12 981 Mü                                                                |                                                                          | xx.193x                                                                  | München                                                                  | 3             | 13.574   | E                         | A4                        | Pl; Wsbr; Hbr             | Ggl                       | D                         | 1                                    | 1½ 6                                 | 3 18                                 | AT; IT                               | o. brems. Mittelachse                | 27          |             |                |             |
| 1894                 | Rathg.               | 1214                                                                     | 1214                                                                     |                                                                          | 29 013 Mü                                                                | 12 982 Mü                                                                | 12 982 Mü                                                                | ?1945                                                                    |                                                                          | 3             | 13.574   | E                         | A4                        | Pl; Wsbr; Hbr             | Ggl                       | D                         | 1                                    | 1½ 6                                 | 3 18                                 | AT; IT                               | o. brems. Mittelachse                | 27          |             |                |             |
| 1894                 | Rathg.               | 1215                                                                     | 1215                                                                     |                                                                          | 29 014 Mü                                                                | 12 983 Mü                                                                | 12 983 Mü                                                                | 02.1950                                                                  | München                                                                  | 3             | 13.574   | E                         | A4                        | Pl; Wsbr; Hbr             | Ggl                       | D                         | 1                                    | 1½ 6                                 | 3 18                                 | AT; IT                               | o. brems. Mittelachse                | 27          |             |                |             |
| 1894                 | Rathg.               | 1216                                                                     | 1216                                                                     |                                                                          | 29 015 Mü                                                                | 12 984 Mü                                                                | 12 984 Mü                                                                | 01.1951                                                                  | München                                                                  | 3             | 13.574   | E                         | A4                        | Pl; Wsbr; Hbr             | Ggl                       | D                         | 1                                    | 1½ 6                                 | 3 18                                 | AT; IT                               | o. brems. Mittelachse                | 27          |             |                |             |